# Un filo d'odio
Un filo d'odio è un EP della cantante italiana Romina Falconi pubblicato il 19 dicembre 2014 da Freak & Chic.

## Tracce
1. Maniaca – 4:14
2. Mister No – 4:15
3. Lista nera – 4:34
4. Un filo d'odio – 2:40
5. Hai vinto tu – 3:20